# 青柳陽一郎
青栁 陽一郎（あおやぎ よういちろう、1969年〈昭和44年〉8月29日 - ）は、日本の政治家。立憲民主党所属の衆議院議員（5期）。立憲民主党神奈川県総支部連合会代表。
「栁」はJIS X 0208に収録されていない文字のため、青柳 陽一郎の表記も用いられる。

## 来歴
東京都中野区生まれ。小学3年生の時に神奈川県横浜市保土ケ谷区へ転居し、横浜市立常盤台小学校、横浜市立保土ケ谷中学校、日本大学高等学校、日本大学法学部政治経済学科卒業。1993年、松田岩夫衆議院議員事務所に入所し、松田の私設秘書を務める。1998年より松田の公設秘書。2005年、松田が第3次小泉改造内閣で内閣府特命担当大臣に任命されたのに伴い、大臣秘書官を務める。2011年、早稲田大学大学院公共経営研究科に入学。
2012年、第46回衆議院議員総選挙にみんなの党公認で神奈川6区から立候補。選挙区では公明党元職の上田勇に敗れたが、民主党前職の池田元久を上回る票を獲得し、重複立候補していた比例南関東ブロックで復活して初当選した。2013年12月9日、みんなの党へ離党届を提出し、結いの党の結党に参加した。2014年9月21日、結いの党・日本維新の会が合流し、維新の党に参加した。同年12月、第47回衆議院議員総選挙に神奈川6区から立候補し、選挙区では上田に敗れたが、再び比例復活により当選した。
2016年3月、民主党・維新の党の合流により民進党の結党に参加。このため、第47回衆議院議員総選挙に神奈川6区から民主党公認で立候補した三村和也は18区へ国替えすることで次期衆議院議員総選挙では神奈川6区の候補を青柳に一本化する方針が決定していたが、9月27日に前原誠司民進党代表が第48回衆議院議員総選挙に際して希望の党からの立候補を容認する方針を表明したため、民進党は候補の擁立を見送った。
青柳は希望の党には合流せず、また10月3日に立憲民主党が結党された後も即座には態度を明らかにしなかったが、10月8日に立憲民主党への参加を表明し、同党公認で神奈川6区から出馬。日本共産党も候補を取り下げて青柳を支援し、神奈川6区で公明党前職の上田勇や日本維新の会新人の串田誠一を破り、3度目の立候補にして初めて選挙区での当選を果たした。
2020年9月には、新規に設立された立憲民主党の結成に参加した。
2021年、第49回衆議院議員総選挙に立憲民主党公認で神奈川6区から立候補したものの小選挙区では落選し、比例区（比例南関東ブロック）での当選となった。枝野幸男代表の辞任に伴う代表選挙（11月30日実施）では小川淳也の推薦人に名を連ねた。
2022年7月の第26回参議院議員通常選挙では、神奈川県選挙区（改選数4議席に加えて、合併選挙分の任期3年の補欠1議席加えた5議席）で立候補した前県議会議員の寺崎雄介の選対本部長を務めたが、党県連代表を務める阿部知子の肝いりもあり女性候補で元JAXA職員の水野素子と2人を擁立した事で、県連内で支持が割れる形となって混乱を招く形となり、さらに選挙戦でも党本部も含めた支援体制の拙さが露呈し、結果は水野が補欠当選（任期3年）の5位、寺崎は8位で落選する惨敗となった。さらに同時期に県連内で女性地方議員へのパワーハラスメント騒動も表面化し、阿部の県連運営に対する批判が強まっていた。この参院選から2か月後の同年9月に行われた立憲民主党神奈川県連代表選挙に青柳は立候補し、現職の阿部知子を破り、党神奈川県連代表に就いた。
2024年9月23日に実施された代表選挙では野田佳彦の推薦人に名を連ねた。
同年10月27日、第50回衆議院議員総選挙に立憲民主党公認で神奈川6区から立候補し小選挙区で勝利し5選。

## 政策・主張

### 憲法
- 憲法改正について、2012年の毎日新聞社のアンケートで「賛成」と回答[23]。2014年の朝日新聞社のアンケートで「賛成」と回答[24]。2017年の朝日新聞社のアンケートで「どちらとも言えない」と回答[25]。

- 9条改憲について、2014年の毎日新聞社のアンケートで「賛成」と回答[26]。2017年の毎日新聞社のアンケートで「反対」と回答[27]。

- 2014年7月1日、政府は従来の憲法解釈を変更し、集団的自衛権の行使を容認することを閣議で決定[28]。この閣議決定を評価するかとの問いに対し、同年の朝日新聞社のアンケートで「どちらかと言えば評価しない」と回答[24]。集団的自衛権の行使に賛成かとの問いに対し、同年の毎日新聞社のアンケートで「賛成」と回答[26]。

- 憲法を改正し緊急事態条項を設けることについて、2021年の毎日新聞社のアンケートで「反対」と回答[29]。

### 外交・安全保障
- 普天間基地の移設問題について、2012年の毎日新聞社のアンケートで「名護市辺野古に移設すべき」と回答[23]。

- 「政府が尖閣諸島を国有化したことを評価するか」との問いに対し、2012年の毎日新聞社のアンケートで「評価する」と回答[23]。

- 日本による過去の植民地支配と侵略を認めて謝罪した「村山談話」の見直し論議について、2014年の毎日新聞社のアンケートで「見直すべき」と回答[26]。

- 従軍慰安婦に対する旧日本軍の関与を認めた「河野談話」の見直し論議について、2014年の毎日新聞社のアンケートで「見直すべき」と回答[26]。

- 安全保障関連法の成立について、2017年のアンケートで「どちらかと言えば評価しない」と回答[25]。

- 日本の核武装について、2012年の毎日新聞社のアンケートで「今後の国際情勢によっては検討すべき」と回答[23]。2017年の毎日新聞社のアンケートで「将来にわたって検討すべきでない」と回答[27]。

- 徴用工訴訟などの歴史問題をめぐる日韓の関係悪化についてどう考えるかとの問いに対し、2021年の毎日新聞社のアンケートで選択肢以外の回答をした[29]。

### ジェンダー
- 選択的夫婦別姓制度の導入について、2017年のアンケートで「どちらとも言えない」と回答[25]。2021年の毎日新聞社のアンケートで「賛成」と回答[29]。

- 同性婚を可能とする法改正について、2017年のアンケートで「どちらとも言えない」と回答[25]。「同性婚を制度として認めるべきだと考るか」との2021年の毎日新聞社のアンケートに対し、選択肢以外の回答をした[29]。

- クオータ制の導入について、2021年の毎日新聞社のアンケートで「賛成」と回答[29]。

### その他
- 「原子力発電所は日本に必要だと思うか」との問いに対し、2014年の毎日新聞社のアンケートで、回答しなかった[26]。2017年の毎日新聞社のアンケートで「必要ない」と回答[27]。

- 首相の靖国神社参拝について、2014年、2017年のアンケートで「どちらかと言えば賛成」と回答[24][25]。自身もみんなで靖国神社に参拝する国会議員の会に参加している。

- アベノミクスについて、2014年、2017年の毎日新聞社のアンケートで「評価しない」と回答[26][27]。

- 安倍内閣による森友学園問題・加計学園問題への対応について、2017年のアンケートで「評価しない」と回答[25]。

- 森友学園への国有地売却をめぐる公文書改竄問題で、2021年5月6日、国は「赤木ファイル」の存在を初めて認めた[30]。しかし5月13日、菅義偉首相はファイルの存在を踏まえた再調査を行わない考えを報道各社に書面で示した[31]。9月の自民党総裁選挙で総裁に選出された岸田文雄も10月11日、衆議院本会議の代表質問で再調査の実施を否定した[32]。国の対応をどう考えるかとの同年の毎日新聞社のアンケートに対し「さらに調査や説明をすべきだ」と回答[29]。

- 「ドナルド・トランプ大統領を信頼できるか」との問いに対し、2017年の毎日新聞社のアンケートで「信頼できない」と回答[27]。

- 女性宮家の創設について、2012年の毎日新聞社のアンケートで「反対」と回答[23]。2017年の毎日新聞社のアンケートでは、選択肢以外の回答をした[27]。

- カジノの解禁について、2014年の毎日新聞社のアンケートで「賛成」と回答[26]。2017年の毎日新聞社のアンケートで「反対」と回答[27]。

- 2017年の当選後、日本会議に所属しているのか否かを有権者から問われる出来事が発生したが、当人と青柳の秘書はそれらの質疑に対して「日本会議を脱会した」と返答した[要出典]。

- マンガ・アニメ・ゲーム等の創作物の表現の自由について「一定の条件の下に法令でさらに規制すべき」と回答 [33]。

## 所属団体・議員連盟
- 日本の未来を創る勉強会（世話人）
- 北朝鮮に拉致された日本人を早期に救出するために行動する議員連盟
- 科学技術イノベーション議員連盟
- 日韓議員連盟
- 日本ベトナム友好議員連盟
- 日本語教育推進議員連盟
- 電子書籍と出版文化の振興に関する議員連盟
- スポーツ議員連盟
- スキー議員連盟
- バスケ議員連盟
- 障がい者スポーツ・パラリンピック推進議員連盟
- ダンス文化推進議員連盟
- みんなで靖国神社に参拝する国会議員の会

## 選挙歴
| 当落 | 選挙                   | 執行日         | 年齢 | 選挙区        | 政党       | 得票数    | 得票率 | 定数 | 得票順位 /候補者数 | 政党内比例順位 /政党当選者数 |
| ---- | ---------------------- | -------------- | ---- | ------------- | ---------- | --------- | ------ | ---- | ------------------ | ---------------------------- |
| 比当 | 第46回衆議院議員総選挙 | 2012年12月16日 | 43   | 神奈川県第6区 | みんなの党 | 6万9511票 | 31.62% | 1    | 2/4                | 1/3                          |
| 比当 | 第47回衆議院議員総選挙 | 2014年12月14日 | 45   | 神奈川県第6区 | 維新の党   | 5万2368票 | 26.50% | 1    | 2/4                | 2/4                          |
| 当   | 第48回衆議院議員総選挙 | 2017年10月22日 | 48   | 神奈川県第6区 | 立憲民主党 | 8万6291票 | 44.59% | 1    | 1/3                | /                            |
| 比当 | 第49回衆議院議員総選挙 | 2021年10月31日 | 52   | 神奈川県第6区 | 立憲民主党 | 8万7880票 | 42.15% | 1    | 2/3                | 3/5                          |
| 当   | 第50回衆議院議員総選挙 | 2024年10月27日 | 55   | 神奈川県第6区 | 立憲民主党 | 8万207票  | 40.30% | 1    | 1/4                | /                            |